# Говь-Угтаал
Говь-Угтаал (монг. Говь-Угтаал) — сомон аймака Дундговь в центральной части Монголии, площадь которого составляет 2 707 км². Численность населения по данным 2007 года составила 1 714 человек.
Центр сомона — посёлок Хажуу-Ус, расположенный в 100 километрах от административного центра аймака — города Мандалговь и в 240 километрах от столицы страны — Улан-Батора.

## География
Сомон расположен в центральной части Монголии. На территории Говь-Угтаала располагаются горы Ерлог, Их газрын чулуу, Их Угтаал.
Из полезных ископаемых в сомоне встречаются хрусталь, яшма, каменный уголь, железная и медная руда, плавиковый шпат, кремний.

## Климат
Климат резко континентальный. Средняя температура января -19 градусов, июля +20 градусов. Ежегодная норма осадков 180 мм.

## Фауна
Животный мир Говь-Угтаала представлен лисами, корсаками, волками, рысями, барсуками.

## Инфраструктура
В сомоне есть школа, больница, торговые и культурные центры.